# Doudoukhana Tserodze
Doudoukhana Tserodze, née le 8 novembre 1918 et morte le 8 mai 2000 était une actrice soviétique puis géorgienne.

## Biographie
Bien qu'habituée aux rôles principaux, elle fut éclipsée par Nato Vatchnadze puis par Tamari Tsitsishvili et Medea Japaridze (en).

## Filmographie
- 1955 : L'Âne de Magdana de Tenguiz Abouladzé et Revaz Tchkheidze
- 1968 : Spur des Falken de Gottfried Kolditz
- 1985 : La Légende de la forteresse de Souram de Sergueï Paradjanov et Dodo Abachidze